# Postal (film)
Postal – filmowa czarna komedia koprodukcji amerykańsko-niemiecko-kanadyjskiej z 2007 roku, stworzona na podstawie gry komputerowej pod tym samym tytułem, inspirowana zwłaszcza jej sequelem, Postalem 2.
Krótko po ukończeniu filmu reżyser stwierdził, że chętnie zrealizowałby Postala II, nawet jeśli miałby on być przeznaczony bezpośrednio na rynek kina domowego. Według niego przemawia za tym fakt, iż poprzedni jego sequel, BloodRayne II: Deliverance, również przeznaczony bezpośrednio na DVD, odniósł na tym rynku dość spory sukces. Na razie nie pojawiły się jednak żadne oficjalne informacje o kontynuacji.

## Fabuła
Akcja filmu rozgrywa się w miasteczku Paradise. Główny bohater, Koleś, życiowy nieudacznik, mieszka razem z żoną w przyczepie. Po upokarzającej rozmowie o pracę i nieudanej wizycie w biurze opieki społecznej, Koleś ląduje u swojego wuja. Wuj Dave jest przywódcą miejscowej sekty religijnej, zaczyna jednak ścigać go urząd podatkowy. Razem z Kolesiem obmyślają plan kradzieży cennych zabawek Krotchy o fallicznym kształcie, które mogą sprzedać po zawyżonej cenie. W mieście przebywają również talibowie, także mający chrapkę na dostawę zabawek, są jednak znacznie lepiej zorganizowani od Kolesia i Dave’a. Wszyscy zainteresowani pojawiają się w Little Germany, parku rozrywki założonym w Paradise przez Uwego Bolla. Sprawy wymykają się spod kontroli, gdy Usama ibn Ladin wzywa na pomoc swojego przyjaciela i kochanka, George’a W. Busha.

## Produkcja
Według reżysera, pomysł na nakręcenie filmu zrodził się po prośbie, jaką otrzymał od niemieckiego fanklubu Postala, proponującego mu stworzenie filmowej adaptacji gry. Boll, zachęcony kontrowersyjnością gry, zwłaszcza jej niepoprawnością polityczną, skontaktował się z prezesem Running with Scissors (wydawcą gry), Vince’em Desiderio, który sprzedał mu prawa do ekranizacji, zaznaczając, że chce współpracować nad scenariuszem. Desiderio i Steve Wik, współtwórca Postala 2, stworzyli mroczniejszą i bardziej ciętą wersję scenariusza gry, która została jednak odrzucona przez Bolla, chcącego nadać filmowi bardziej komediowego charakteru, co miało mu umożliwić między innymi wplecenie do filmu wątków satyrycznych – zarówno politycznych, jak i wymierzonych w osoby, które krytykują jego filmy. Scenariusz powstał we współpracy z Bryanem C. Knightem, asystentem reżysera poprzednich filmów Bolla.
Film realizowano od 13 września do 30 października 2006 w Cloverdale i Vancouver w Kolumbii Brytyjskiej (Kanada).

## Dystrybucja

### Światowa dystrybucja
Stuczternastominutowa wersja reżyserska filmu zaprezentowana została 21 lipca 2007 roku na montrealskim Fantasia Festival. Przed premierą w Niemczech (18 października) film zaprezentowano na kilku amerykańskich i europejskich festiwalach. W Niemczech film zadebiutował na 27. miejscu tamtejszego box office’u, osiągając przychód 79 353 dolarów. Wyświetlano go na czterdziestu ośmiu kopiach, w sumie wpływy z biletów wyniosły zaledwie 142 761 dolarów. We Włoszech film osiągnął przychód łącznie 3980 dolarów. 31 sierpnia 2008 roku wpływy ze światowej dystrybucji Postala wyniosły łącznie 146 761 dolarów czyli nic nie zarobił, a przychody z biletów stanowiły mniej niż 1% kosztów filmu.

### Stany Zjednoczone
Wbrew zapowiedziom reżysera, zapowiadającego, że Postal trafi do amerykańskich kin 12 października 2007 roku, premierę filmu przesunięto na 23 maja 2008. 16 maja podano do wiadomości publicznej, że film nie będzie wyświetlany na 1500 kopiach, jak zapowiadano, a na czterech.

Dystrybutorzy kinowi bojkotują Postala przez zawarte w nim polityczne aluzje. Przygotowywaliśmy się do tego, że 23 maja do kin w całych Stanach trafi półtora tysiąca kopii filmu. W każdym amerykańskim multipleksie znalazłoby się dla nas miejsce, ale oni się boją. Próbowaliśmy zdobyć kilka kin w Nowym Jorku i Los Angeles, jednakże nie zechciano nam ich wynająć. Zachęcam niezależne kina do skontaktowania się z nami, aby mogły wyświetlać Postala. Widzowie oczekują tego filmu, więc bezzasadne wydaje mi się to, że w amerykańskich kinach ma się on znaleźć na cenzurowanym.

20 maja podano, że film wyświetlony zostanie w dwunastu kopiach, w dniu premiery posiadano dwadzieścia jeden kopii.
Postal trafił do amerykańskich kin dzień po premierze Indiany Jonesa i królestwa kryształowej czaszki – Boll żartobliwie zapowiadał, że jego film w box offisie zetrze na proch przygody Indy’ego. W wielu internetowych materiałach promocyjnych Postala pojawiał się Verne Troyer przebrany za Jonesa, wywyższający film Bolla.

### Wydanie DVD
26 sierpnia 2008 roku na DVD wydano podstawową i nieocenzurowaną wersję filmu, jak również wersję rozszerzoną na Blu-ray. W obu wersjach jako dodatki zamieszczono zwiastun filmu, materiał promocyjny z Verne’em Troyerem parodiującym Indianę Jonesa, materiał poświęcony kręceniu sceny w Little Germany, materiał z walk bokserskich Bolla z jego krytykami oraz audiokomentarz reżysera. Niektóre wersje zawierały pełną wersję gry Postal²: Share the Pain, załączoną na osobnej płycie CD.

### Polska
Postal, w przeciwieństwie do poprzednich filmów reżysera wydanych w Polsce, zadebiutował w telewizji. Licencję na emisję filmu zakupiła telewizja HBO, zaś premiera filmu na antenie stacji miała miejsce 8 listopada 2008 roku. Film, podobnie jak większość filmów emitowanych przez HBO, obejrzeć można było z napisami bądź lektorem. 22 stycznia 2009, dzięki wydawnictwu VitraFilm, Postal wydany został w Polsce na DVD.

## Oceny
Część osób, które wcześniej krytykowały filmy Bolla, po obejrzeniu Postala postanowiła zweryfikować swoją opinię o reżyserze.
Mimo negatywnych opinii krytyków, Postal zdobył dwie nagrody na Hoboken International Film Festival – w kategoriach najlepszy reżyser i najlepszy film festiwalu.

## Podobieństwa do gry
W przeciwieństwie do poprzednich ekranizacji gier wideo stworzonych przez Bolla, takich jak BloodRayne czy Alone in the Dark: Wyspa cienia, Postal jest w dużym stopniu wierny oryginałowi (Postal 2 z 2003 roku), zarówno pod względem stylistyki, jak również humoru i wydźwięku, co może być zasługą twórców gry, współpracujących przy tworzeniu filmu.
- Bohaterem zarówno gry, jak i filmu, jest bezrobotny mężczyzna (Koleś) mieszkający z jędzowatą żoną i psem imieniem Champ w przyczepie campingowej w miasteczku Paradise (stan Arizona). Mężczyzna, na co dzień borykając się z agresywnymi mieszkańcami Paradise, skorumpowanymi policjantami i terrorystami Al-Ka’idy, wpada w szał, rozpoczynając krwawą eksterminację ludności miasteczka
- W grze i filmie pojawia się postać wujka Dave’a, krewniak Kolesia, przywódca miejscowego kultu i artysta-oszust
- Jeden z najbardziej kontrowersyjnych pomysłów wykorzystanych w grze, tj. użycie kota jako tłumika, pojawił się również w filmie. W grze kot po kilku strzałach rozpryskuje się na kawałki, w filmie jednak przeżywa
- Przypadkowe strzelaniny i akty przemocy w obu produkcjach są codziennością w Paradise
- Głównym elementem fabuły gry i filmu jest lalka Krotchy
- Vince Desiderio, twórca gry, pojawia się w filmie, wykrzykując w kierunku Bolla, że zniszczył jego grę, tworząc kiepską jej ekranizację
- W obu produkcjach miejscowy sklep spożywczy służy za kryjówkę członkom Al-Ka’idy
- Zarówno gra, jak i film kończą się apokalipsą

W Postalu 2 gościnnie pojawił się Gary Coleman, wcielając się w samego siebie. Zaproponowano mu również rolę w filmie, którą jednakże odrzucił, nie mogąc dogadać się z twórcami. Zamiast niego pojawił się Verne Troyer, grając i jednocześnie parodiując samego siebie.
Vince Desidario w jednym z wywiadów potwierdził, że w nadchodzącej grze Postal III pojawi się postać Uwego Bolla.

## Obsada
- Zack Ward – Koleś
- Dave Foley – wujek Dave
- Larry Thomas – Osama bin Laden
- Chris Coppola – Richard
- Lucie Guest – Cindy
- Verne Troyer – on sam
- Vince Desiderio – on sam
- Richard Kyanka – K.O.tax
- Seymour Cassel – Paul
- J.K. Simmons – kandydat Wells
- Michael Benyaer – Mohammed
- Ralf Möller − oficer John
- Chris Spencer – oficer Greg
- Uwe Boll – on sam